# Міколаєв (Ленчицький повіт)
Міколаєв (пол. Mikołajew) — село в Польщі, у гміні Ленчиця Ленчицького повіту Лодзинського воєводства.
Населення — 154 особи (2011).
У 1975-1998 роках село належало до Плоцького воєводства.

## Демографія
Демографічна структура станом на 31 березня 2011 року:
|          | Загалом | Допрацездатний вік | Працездатний вік | Постпрацездатний вік |
| -------- | ------- | ------------------ | ---------------- | -------------------- |
| Чоловіки | 77      | 16                 | 50               | 11                   |
| Жінки    | 77      | 13                 | 42               | 22                   |
| Разом    | 154     | 29                 | 92               | 33                   |